# Bad Boy (album)
Pour les articles homonymes, voir Bad Boy.
Albums de Ringo Starr
Scouse the Mouse
(1977) Stop and Smell the Roses
(1981)
Bad Boy est le septième album solo de Ringo Starr, paru en 1978. Sa carrière sur disques étant en chute libre, il ne prend même plus la peine de réunir des musiciens connus et se contente de jouer sans trop se prendre au sérieux, à preuve le nom des deux guitaristes et celui du bassiste qui restent un mystère. L'album est complété en à peine dix jours, exception faite des rajouts de l'orchestre sous la direction de James Newton Howard. Le téléfilm Ringo est produit à la même époque pour aider à la promotion du disque. La chanson A Man Like Me est une adaptation de A Scouse Like Me tiré du disque Scouse the Mouse sur lequel il a participé l'année précédente. Ringo Starr reprend un peu du poil de la bête lors de l'album suivant sur lequel il réunit des musiciens et amis.

## Liste des chansons
L'astérisque dénote les chansons jouée dans le téléfilm.
1. Who Needs a Heart (Richard Starkey/Vini Poncia) – 3:48
2. Bad Boy (Lil Armstrong/Avon Long) – 3:14
3. Lipstick Traces (On a Cigarette) (Naomi Neville) – 3:01
4. Heart On My Sleeve (Benny Gallagher/Graham Lyle) – 3:20 *
5. Where Did Our Love Go (Eddie Holland/Lamont Dozier/Brian Holland) – 3:15
6. Hard Times (Peter Skellern) – 3:31 *
7. Tonight (Ian McLagan/John Pidgeon) – 2:56
8. Monkey See - Monkey Do (Michael Franks) – 3:36
9. Old Time Relovin' (Vini Poncia/Richard Starkey) – 4:16
10. A Man Like Me (Ruan O'Lochlainn) – 3:08

## Fiche de production

### Interprètes
- Ringo Starr : chant, batterie
- Lon Van Eaton : guitare solo
- Jimmy Webb : guitare rythmique
- Dee Murray : basse
- Dr. John : claviers
- Hamish Bissonnette : synthétiseur
- Vini Poncia : orchestre, chœurs
- James Newton Howard : chef d'orchestre
- Thomas Wright Scott : arrangements des cuivres
- Doug Riley : arrangements des cordes

## Production
- Ringo Starr : producteur, photographie
- Vini Poncia : producteur
- Anne Streer : coordination à la production
- Bob Schaper : ingénieur
- Kosh : design
- Nancy Andrews : photographie